# مهرجان القاهرة الدولي للقصص المصورة
مهرجان القاهرة الدولي للقصص المصورة ويعرف بأسم مهرجان كايروكوميكس هو مهرجان سنوي للقصص المصورة يعقد في القاهرة في مصر. وقد تأسس في عام 2015 ويعد الأول من نوعه. ويهتم المهرجان، بشكل خاص بتطور الحركة المستقلة لفن القصص المصورة في مصر وعلى نطاق أوسع في الشرق الأوسط وشمال أفريقيا.

## التاريخ
بدأت فكرة المهرجان عندما قام مجدي الشافعي ومحمد شناوي وتوينز كارتون (محمد وهيثم رأفت) بمبادرة اُعلنت في مارس 2015 لإقامة إحتفالية فنية تجمع الجمهور مع فناني القصص المصورة العرب والأجانب وتقدم لأول مرة العديد من الجوائز مثل جائزة أفضل قصة مصورة باللغة العربية وأكثر. لذا جاء المؤتمر الصحفي في مارس 2015 للإعلان عن المهرجان الدولي، الذي يهدف لإقامة تجمع لفناني الكوميكس من مصر وخارجها، وللتعرف على المدارس المختلفة كالمدرسة الفرنسية، أما الممولون الرئيسيون للمهرجان هم المعهد الفرنسي والجامعة الأمريكية بالقاهرة، بجانب عدد آخر من الرعاة مثل فابريكا وأضِف وكشك كوميكس. في المهرجان كذلك تتوفر العديد من كتب القصص المصورة للشراء، ويتميز المهرجان أيضاً بالكوسبلاي، حيث يأتي العديد من الأشخاص متنكرين بشخصيات الكارتون والأنمي.

## الدورات

### 2015: الدورة الأولى
أقيم المهرجان لأول مرة في تاريخ 30 سبتمبر 2015 في الجامعة الأمريكية بالقاهرة وأستمر لأربعة أيام حتى يوم 2 أكتوبر وشاركت به 7 دول عربية، نظمه عدد كبير من أهم الجهات والمؤسسات المهتمة بالكوميكس في المنطقة، منها كوميكس جيت وكوكب الرسامين والمعهد الفرنسي وكتبنا وكُشك كوميكس وأضف وطش فش وحضره عدد كبير جداً من الفنانين والمهتمين وتضمنه مجموعة كبيرة من الفعاليات والمعارض وحفلات التوقيع وقامت بتغطيته عدة برامج وقنوات فضائية ومواقع وصحف معروفة. وأتخذ المهرجان من شخصية «الأستاذ زغلول» للراحل محيي الدين اللباد أيقونة له والمعرض الرئيسي للمهرجان. فازت الرواية المصورة «تأثير الجرادة» من تأليف أحمد خالد توفيق ورسم حنان الكرارجي بجائزة أفضل رواية مصورة منشورة، وفازت قصة «الملائكة تنام في البحر» لميجو بجائزة أفضل قصة مصورة قصيرة، وفازت مجلة «مخبر 619» بجائزة أفضل مجلة مطبوعة، وفاز أحمد عكاشة وعمرو الطاروطي بجائزة أفضل شريط مصور للصحافة وفازت كوميك «قاهرة» لدينا محمد بجائزة أفضل سلسلة إلكترونية. وفازت ريهام حسني بجائزة أفضل مشروع قيد التنفيذ، وفاز الفنان «ميجو» بالجائزة الكبرى في المهرجان عن قصته القصيرة المصورة «الملائكة تنام في البحر».

### 2016: الدورة الثانية
أقيم من يوم 30 سبتمبر إلى يوم 2 أكتوبر 2016 في الجامعة الأمريكية بالقاهرة وأختار المهرجان شخصية «أبو الظرفاء» للفنان نجيب فرح كشخصية الملصق والمعرض الرئيسي لدورة الثانية. وشارك فيه العديد من الفنانين والرسامين العرب مثل فلاين دوتشمان (الأردن) وتوغي وبن علي الأمين وريم مختاري (الجزائر) وحسين عادل ورائد مطر (العراق) وزينب الزيقي ونورمال (المغرب) وزياد الماجري (تونس) وجوزيف قاعي ورافايل معكرون ومازن كرباج (لبنان) وعبد الله هدية ونور الدين الهوني (ليبيا) ومخلوف وقنديل وميغو (مصر). ومن دول العالم الأخرى بول غرافيت البريطاني وهو كاتب وناقد ومحاضر في فن القصص المصورة، وجون بيير ميرسييه الفرنسي وهو مستشار علمي بالمدينة الدولية للقصص المصورة في مدينة أنغوليم، ورانهارد كلايست وهو فنان ألماني وآندي وارنر وهو فنان أمريكي والفنان الفرنسي توما أزويلوس. ويتضمن المهرجان العديد من الفعاليات مثل المسابقة الرسمية ومعرض المهرجان وفعالية «الفنان يعمل» التي يقوم فيها فنان بالعمل مباشرة أمام الجمهور الذي يطرح أسئلته عليه أثناء عمله و«حفلة مرسومة» حيث يقوم ثلاثة من فناني الكوميكس بالعمل والرسم مباشرة للجمهور على إيقاع الموسيقى الحية لفريق عزف. وأيضاً أمسية «على السطوح» التي ينظمها المعهد الفرنسي بالقاهرة، وهي طاولة حوار يتناظر فيها عدد من الفنانين والنقاد وتناقش أهم مشاكل هذا الفن والطرق الممكنة للتغلب عليها وكذلك عروض لأفلام رسوم متحركة. وفازت رواية «أيالو» لمصطفى يوسف بجائزة أفضل رواية مصورة، وفازت قصة «مملكة الخواتم» لمحمد صلاح بجائزة أفضل قصة مصورة قصيرة، وفازت مجلة «قالك فين» بجائزة أفضل مجلة مطبوعة، وفازت «كارع» لتوفيق وأحمد العايدي بجائزة أفضل شريط مصور للصحافة، وفازت «توحّش» لسيف الدين ناشي وأيمن مبارك بجائزة أفضل عمل منشور إلكترونياً، وفازت «التحدي» لعمر الناصري بجائزة أفضل مشروع قيد التنفيذ.

### 2017: الدورة الثالثة
أقيم من يوم 22 سبتمبر إلى يوم 24 سبتمبر 2017 في الجامعة الأمريكية بالقاهرة واختيرت شخصية «تنابلة الصبيان» للرسام أحمد إبراهيم حجازي لتكون شخصية المهرجان الرئيسية لهذا العام، وأحتوى المهرجان على ثلاثة معارض فنية وعشرة ضيوف وثلاثة ورش يومية، وقدمت دورة هذه السنة جوائز عديدة مثل جائزة أفضل رواية مصورة عربية مطبوعة والتي فازت بها رواية «شبيك لبيك» لدينا محمد، وجائزة أفضل رواية مصورة منشورة الكترونياً التي فازت بها رواية «بومبيكس موري» لسيف الدين ناشي، وجائزة أفضل مجلة مطبوعة التي فازت بها مجلة «مخبر 619»، وجائزة أفضل قصة قصيرة مطبوعة التي فازت بها قصة «عن المرأة» لمي كريم، وجائزة أفضل عمل منشور الكترونياً التي فاز بها «عشرات هذا القرن» لمحمد صلاح، وجائزة أفضل مشروع قيد التنفيذ التي فازت بها «أليكس» لمينا جورج.

### 2018: الدورة الرابعة
أقيم من يوم 2 إلى يوم 4 نوفمبر 2018 في متحف محمود مختار في القاهرة، وقام المعهد الفرنسى بمصر بدعوة أهم الأسماء في عالم القصص المُصورة ومن بينهم الرسام جولو ولوسي كاستل ونيكولا أوجيرو وغريغوري غاري. وتم تكريم الفنّان المصري اللبناني معلوف والمعروف بابتكاره شخصيّة «بومبة»، وتمت استضافة فرقة دعسوقة في الحفل الختامي. وفاز الرسام «محمد صلاح» بالجائزة الكبرى عن عمله «الدليل الاسترشادي المرسوم لأصحاب البشرة الزرقاء».

### 2019: الدورة الخامسة
أقيم في يوم 1 نوفمبر 2019 في متحف محمود مختار في القاهرة، وشارك في المهرجان 25 عارضاً و17 دار نشر من مصر وبعض الدول العربية الأخرى وشملت دورة هذا العام تقديم معارض ولقاءات ودورات متقدمة ومسابقات، فضلاً عن مكتبة كبيرة تحتوي مختارات من الموسم الأدبي الفرنسي في مجال القصص المصورة وشمل برنامج مهرجان هذا العام افتتاح معارض للفنانين خالد الصافتي، وبول بوب، والفنان الفرنسي بنوا جييوم، وورشة عمل وعروض تقنية ولقاءات يومية، وسوق بيع لمطبوعات الكوميكس، وساحة للفنانين المستقلين، وملتقى لصناع ومحبي القصص المصورة، وتوقيعات الفنانين. وحقق المهرجان مبيعات هائلة فقد نفدت داخل المهرجان طبعة أولى من كتاب طبع ناشره ألف نسخة، كما نفدت حوالي 4000 نسخة من قصص أجنبية مترجمة. وفاز «محمد صلاح» بالجائزة الكبرى والتي كانت رحلة إلى مهرجان ليون للقصص المصورة.

### 2020: عدم إقامة المهرجان
تم إلغاء فعاليات المهرجان في عام 2020 وذلك بسبب جائحة فيروس كورونا.

### 2021: الدورة السادسة
أقيم في 5 نوفمبر إلى 7 نوفمبر 2021 في متحف محمود مختار في القاهرة، واختار المهرجان شخصية «شمسة ودانة» للفنان إيهاب شاكر كالشخصيات الرئيسية للمهرجان بهذا العام. ويحتوي المهرجان على فعاليات عديدة من ضمنها، حفل توقيع للفنانيين المشاركين بالمهرجان لكتبهم المتاحة لدى الناشرين المصريين، في سوق الكوميكس. ولقاء مع هشام البستاني ومحمود حافظ حول الرواية المصورة. بالإضافة إلي حوار مفتوح مع الفنان «سليم زرقي»، حول أعماله في القصص المصورة واختياراته للموضوعات التي يعالجها ويتناولها. وعرض للفيلم الوثائقي القصير، «رحلة لأرض الفن»، للفنانة سوزان محسن، وفيه تعرض لتجربة الفنان الفرنسي «جولو»، في الإقامة الفنية في «بيت القرنة» التي بدأها الفنان الفرنسي سنة 2019. كذلك مناقشة الأعمال الكاملة، والمعنونة بـ«تنابلة الصبيان»، ويتحدث فيه مؤلفي الكتاب شناوي وهاني الطرابيلي، حول الكتاب، وخطوات ترميم وإنتاج صفحات الكتاب، من خلال الاستعانة بأرشيف الأعمال الكاملة لحجازي. ومناقشة مشروع «كوكب الرسامين وجراج»، وفيه يعرض ثنائي القصص المصورة، فريد سامي وسلمي الجمل، العدد الأخير من مجلة «جراج» وللكوميكس والقصص المصورة، كما يعرضان فعاليات كوكب الرسامين. وكذلك مائدة مستديرة بمشاركة كل من حازم كمال والناشر سيف سلماوي، وشارل عقل حول الرواية المصورة وخطوات العمل بين المؤلف والرسام، وفاز سليم زروقي في الدعوة المفتوحة لتحويل القصة المصورة إلى فيلم رسوم متحركة بمهرجان آنسي للرسوم المتحركة.